# Tanta Roba Anthem
Tanta Roba Anthem è un singolo del rapper italiano Gemitaiz, pubblicato il 13 aprile 2018 come terzo estratto dal terzo album in studio Davide.

## Descrizione
Il brano ha visto la partecipazione vocale del rapper Guè, all'epoca noto ancora come Gué Pequeno, ed è stato prodotto da Mixer T. Il titolo, al pari del ritornello, rappresenta un omaggio al brano Zona uno Anthem (B.M.F. Freestyle) di Caneda e dello stesso Guè, datato 2010.

## Tracce
1. Tanta Roba Anthem (feat. Gué Pequeno) – 3:22

## Classifiche
| Classifica (2018) | Posizione massima |
| ----------------- | ----------------- |
| Italia            | 17                |